# Carl Nielsen (bokser)
 Der er flere personer med dette navn, se Carl Nielsen  (flertydig).
Carl Nielsen (født 16. oktober 1918 – 1991) var en dansk professionel bokser i sværvægtsklassen. 
Som amatørboksede Carl Nielsen for Ik Sparta og Lindholm BK, og vandt DM i sværvægt i 1942, 1944 og i 1945. 
Han debuterede som professionel bokser ved det første professionelle boksestævne i Danmark efter 2. verdenskrig, da han den 4. januar 1946 i København besejrede hollænderen Nico Diessen på knockout i 2. omgang. 
I de første par år af karrieren boksede Carl Nielsen en række kampe i Danmark, hvoraf størstedelen blev vundet. Den 16. februar 1947 blev Carl Nielsen matchet mod den stærke østriger Jo Weidin (Joschi Weidinger) i Aarhus Stadionhal, og opnåede uafgjort efter 8 omgange. I sin første optræden udenfor Skandinavien tabte Carl Nielsen i Paris senere på året til franskmanden Stephane Olek, der netop havde bokset om EM. Ligeledes i 1947 blev Carl Nielsen matchet mod den argentinske sværvægtsmester, Alberto Santiago Lovell, der i Barcelona stoppede Carl Nielsen i 6. omgang. 
Carl Nielsen vandt dog en række kampe i Danmark og i Sverige. Den 19. marts 1948 blev i Göteborg arrangeret en returmatch mod Jo Weidin, der kort forinden havde vundet en såkaldt europæisk turnering med deltagelse af en række af de bedste europæiske sværvægtere. Carl Nielsen blev slået ud i 5. omgang af matchen. Weidin vandt siden EM-titlen i sværvægt. 
Carl Nielsen havde dog fortsat en pæn rekordliste, og han blev således inviteret med i den næste europæiske turnering, der blev afholdt i Bruxelles. Carl Nielsen vandt den første kamp, men tabte i 2. runde atter til Stephane Olek. 
Carl Nielsen boksede herefter en række kampe i Danmark, hvoraf de fleste blev vundet, men modstanderne var forholdsvis svage. Sidste kamp i karrieren blev bokset 31. marts 1950 i KB Hallen, hvor Carl Nielsen tilføjede belgieren Prosper Beck det fjerde nederlag ud af 4 mulige.
Carl Nielsen opnåede 41 kampe inden han i 1950 opgav karrieren. Han opnåede 28 sejre (18 før tid), 10 nederlag og 3 uafgjorte.

## Eksterne links
- Carl Nielsens professionelle rekordliste på boxrec.com (Webside ikke længere tilgængelig)